# Ципурский, Илья Лазаревич
Илья Лазаревич Ципурский (26 августа 1934, СССР — 3 августа 2022) — двукратный чемпион СССР по самбо (1956, 1962). Мастер спорта СССР (1956), заслуженный мастер спорта по самбо. Кандидат технических наук, профессор кафедры механизации строительства Московского государственного строительного университета.

## Биография

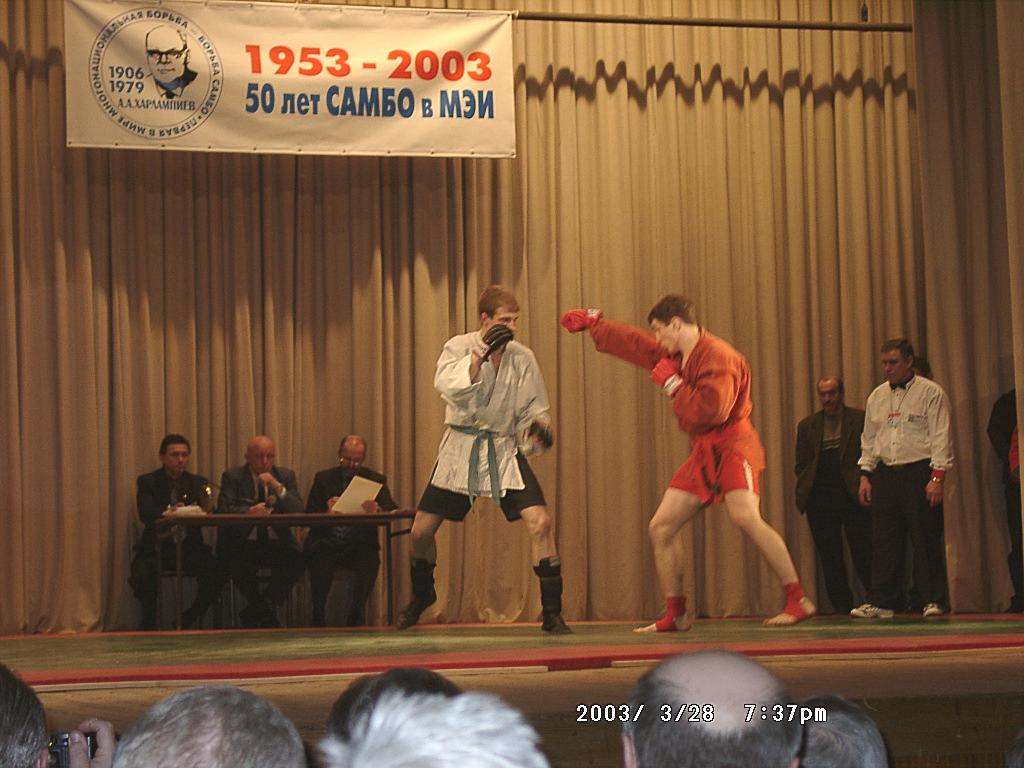
Илья Ципурский (в центре — за столом) — главный судья финальной части соревнований по боевому самбо в МЭИ. 28 марта 2003.

Воспитанник Евгения Чумакова. Входил в состав первой сборной СССР (1962—1965) по дзюдо. Судья всесоюзной категории, судья международной категории и международной категории экстра-класса по самбо. Заслуженный работник физической культуры РСФСР.
Окончил МИСИ им. В. В. Куйбышева. Автор около 100 научных работ и публикаций по строительным машинам (траншейным экскаваторам) и строительным материалам.
Наряду с преподавательской деятельностью в институте тренировал молодых спортсменов. Подготовил около 20 мастеров спорта. Готовил команду России по дзюдо для участия в XV, XVI и XVII Маккабиадах (1997, 2001 и 2005). Оргкомитетом XV Маккабиады награждён серебряной медалью за подготовку спортсменов. Вице-президент Всесоюзной (1978—1991) и Московской городской федерации самбо (с 1993). В 1985—1995 член исполкома Международной федерации самбо (FIAS). Председатель Всесоюзной коллегии судей по самбо (1972—1982), председатель Международной коллегии судей по самбо (1982—1991). Главный судья ряда крупнейших соревнований по самбо (Спартакиада народов СССР, международные турниры).
Победитель ряда международных турниров по самбо (1963, Польша; 1964, Франция; 1966, Франция). Трёхкратный чемпион мира по дзюдо среди ветеранов [две золотые медали в 2002 и одна — в 2003 году (на снимке: финальная схватка чемпионата 2003 года)].
Является одним из основателей современного боевого самбо. В сентябре 1995 года участвовал в организации турнира по боям без правил по версии IAFC — Absolute Fighting Championship, где участвовал Рикардо Мораис (представитель школы Грейси) в цирке на проспекте Вернадского. Организовал турнир по боевому самбо «Приз Ильи Ципурского», который впоследствии стал официальным чемпионатом Москвы по боевому самбо.
Скончался 3 августа 2022 года.

## Семья
Дед, Соломон Ильич Ципурский (1869—1954), родился в Запорожье. По словам Ильи Ципурского, он был физически очень сильным человеком и даже боролся с Иваном Поддубным, когда знаменитый борец приезжал в Запорожье. Отец — Лазарь Соломонович Ципурский (1910—1975), уроженец Орехова, учитель по образованию, прошёл войну, старший лейтенант. Работал заместителем директора театрального училища при Московском государственном еврейском театре под руководством Соломона Михоэлса (1937—1941, 1947—1949). В 1949 году был арестован, освобождён в 1956 году. По возвращении из лагеря заведовал лабораторией киноведения и фильмотекой во ВГИКе. Мать — Броха Вольфовна Ципурская (урождённая Баршай).
Двоюродный племянник — певец, продюсер и хормейстер Михаил Борисович Турецкий.

## Спортивная карьера
- 1952 — пришёл в секцию самбо.
- 1955 — выполнил норматив мастера спорта, занял пятое место на чемпионате СССР по самбо.
- 1956 — чемпион СССР по самбо.
- 1958 — серебряный призёр чемпионата СССР по самбо.
- 1959 — серебряный призёр чемпионата СССР по самбо.
- 1960 — бронзовый призёр чемпионата СССР по самбо.
- 1961 — бронзовый призёр чемпионата СССР по самбо.
- 1962 — чемпион СССР по самбо.
- 1963 — серебряный призёр чемпионата СССР по самбо.
- 1964 — серебряный призёр чемпионата Европы по дзюдо.
- 1972 — ушёл из большого спорта.
- 1972—1982 — председатель Всесоюзной коллегии судей по самбо.
- 1983, 1988—1990 — главный судья на чемпионатах СССР по самбо.
- 1982—1991 — председатель Международной коллегии судей по самбо.
- 1993 — первый турнир по боевому самбо «Приз Ильи Ципурского».
- 1998 — бронзовый призёр Открытого чемпионата по дзюдо среди ветеранов в США.
- 2002 — завоевал две золотые и одну бронзовую медаль на IV чемпионате мира по дзюдо среди ветеранов в североирландском городе Лондондери.

## Публикации
- Белоусов, С. Г., Зинькевич, Г. П., Ионов, С. Ф., Тищенков, И. И., Ципурский, И. Л. Борьба самбо. Правила соревнований. Комитет по физической культуре и спорту при Совете Министров СССР, Федерация борьбы СССР. — М.: Физкультура и спорт, 1981. — 78 с.
- Ионов С. Ф., Ципурский И. Л. Организация и судейство соревнований по борьбе самбо. — М.: Физкультура и спорт, 1983. — 142 с.
- Ципурский И., Павлов Н. Тренер, которому нет равных. — М.: Советский спорт, 2011.
- Ципурский И. Л. Экскаватор с рабочим оборудование драглайна и грейфера. — М.: МГСУ, 2011. — 56 с.
- Ципурский И. Л., Коконова А. А., Данилова Е. Д., Ковченко И. В., Руденко М. И. Доменные гранулированные шлаки при производстве многокомпонентных цементных систем: технология производства и особенности применения // Транспортные сооружения. — 2018. — Т. 5. — № 1. — С. 1—8.